# 슈아이브

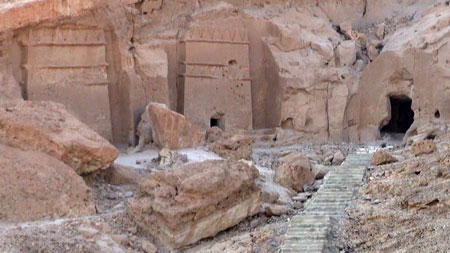

슈아이브(Shuaib)는 고대의 미디안의 이슬람 예언자이다. 이 이름은 "올바른 길을 보여주는"을 의미한다. 그는 종종 성경 인물 이드로와 함께 식별되지만 이는 논란의 여지가 있다. 그는 꾸란에서 총 11차례 언급된다. 이브라힘(아브라함) 이후 생존한 것으로 믿겨지며, 이슬람교 신자들은 그가 공동체에 예언자로 보냄을 받았다고 믿는다.
슈아이브는 무슬림인들에게 꾸란에서 언급되는 몇 안 되는 아랍의 예언자들 중 한 명으로 인식된다. 다른 인물로는 살레, 허드, 무함마드가 있다.

## 같이 보기
- 이슬람의 예언자